# 楼姓
楼是一个汉姓，為中国第269個最常见的姓。樓姓总人口为约22万人，并不列入宋朝的古典典籍《百家姓》之中。

## 人口统计
2008年为止，约有22万人姓楼，是中国总人口的0.018%，使其成为中国第269最常见姓氏。楼姓人口的分布极为不均，主要在中国东部沿海的浙江省，随后是上海市、广西壮族自治区以及江西省。早在宋朝（960年—1279年）时期，有约7万人姓楼，而浙江已经有很大的楼姓人口。蒙古帝国入侵中国及元朝的短暂统治之后，截至明朝，楼姓人口下降到3万2000人，仍然主要分部在浙江。

## 起源
根据传统，楼姓主要有两个来源：
1. 周朝的杞国。东楼公被周武王封在杞国（今河南省开封市杞县），其子及继承人是西楼公，后来杞国迁往山东，被楚惠王所灭。东楼公和西楼公的某些后人取其号的第二个字“楼”为姓。这个起源始于公元前约800年，是杞国公爵姓氏姒姓的一个分支[3]。
2. 春秋时期的晋国。晋文公之大夫赵衰（公元前622年逝世）的儿子赵婴被封在楼（今山西省临汾市永和县）。此后赵婴又称楼婴，而后人取楼为姓。由于赵氏是上古嬴姓的分支，所以这个起源是嬴姓的子谱系。它在2600年前从赵姓分支出来[3]。
3. 鲜卑族统治的北魏时期，孝文帝（公元471年—499年在位）实施了汉化政策，下令人民取汉姓。鲜卑族的盖楼氏和贺楼氏改姓楼[3]。

## 宁波楼氏
楼姓是浙江省港口城市寧波的望族之一。宁波楼氏通常称作明州楼氏或四明楼氏，这两个名称源自宁波的旧称。宁波楼氏在宋朝时期变得杰出，产生了众多进士，进士有资格在中央政府任职。当中地位最高的是楼钥（1137年－1213年），他在他所處的时代是最受尊敬的学者及官员之一。

## 延伸阅读
[在维基数据编辑]
 《欽定古今圖書集成·明倫彙編·氏族典·樓姓部》，出自陈梦雷《古今圖書集成》